# グリムノーツ
『グリムノーツ』（Grimms Notes）は、スクウェア・エニックスより配信されたスマートフォン用ゲームアプリ。2016年1月21日にサービス開始。基本プレイ無料（アイテム課金制）。スクウェア・エニックスのスマートフォン向け新規IPタイトルで、内容は童話を始めとする「物語」を元にした独自の世界観を舞台に、主人公たちが戦う2DアクションRPG。
2018年1月29日に新章突入とメジャーアップデートが実施され、『グリムノーツ Repage』へとリニューアルされた。
2020年6月17日をもってサービスを終了。メインストーリーは当初は3章構成が予定されていたが、サービス終了の決定に伴い2章完結に調整され、「終局の世界」へ至る完結編までは無事に公開される形となった。
同日より、ゲームパートを削除し全てのキャラクターおよびストーリーの閲覧のみが可能な無料オフライン版へと更新され、サービス終了後もオフライン版は配信されている。こちらはサービス終了前のデータに関係なく、終了後のダウンロードを含む全ユーザーが全ての内容を閲覧できる形となっている。

## ゲームシステム
プレイヤーキャラクターとなる主人公たちには2つのヒーローが装着可能。主人公によって表と裏にセット出来るヒーローの職種は固定されている。
それぞれワイルド（全てのヒーロー）、アタッカー（片手剣・大剣・篭手）、ヒーラー（片手杖・魔導書・楽器）　ディフェンダー（槍盾・槌盾）　シューター（弓・両手杖・大砲）のヒーローをセット出来る。

## ストーリー

### グリムノーツ
人々が「運命の書」によって決められた生き方を定められた世界。そんな世界に住む少年エクスの運命の書には運命が何も書かれていなかった。
隣に住む幼馴染の少女――「シンデレラ」が妖精に見初められ、ドレスを着て舞踏会で王子と出会う日、突然今まで見たことのない怪物が無数現れる。その時に現れたレイナ、タオ、シェインの3人に助けられたエクスはこの世界の知らなかった事実を聞かされ、驚きつつも彼らと共闘し「カオステラー」の起こした騒動を収め、彼らと共に旅立つ。

### グリムノーツ repage
ある国の、いないはずの第二王子として育った｢空白の書｣の持ち主・レヴォルはある日、突然国に現れた黒い怪物達の軍勢を目の当たりにする。その時海辺で出会った少女・エレナに｢導きの栞｣なるものを渡される。更に、同じく｢空白の書｣の持ち主であるというアリシア、ティムに、この世界の仕組みについて説明を受ける。驚くレヴォルであったが、カオステラー鎮め想区に平和をもたらすために、彼らと共に旅に出る。
後に、この物語が1章のエクスたちの最終決戦から100年後の未来の物語であることが明らかになる。

## 世界観
想区
ストーリーテラーによって生み出される世界。古の伝承、童話など様々な物語を原典として生み出される。ほとんどの想区にはその原典において『主役』である人物やその象徴である『シンボル』が存在する。
同じ物語を原典にした想区でも人々の語る物語が変化するように、微妙に異なる結末や筋書きと成っていることもある。また、舞台やモチーフがほぼ同じである等の理由で、本来なら別々で語られる複数の童話が一つの想区の中で同時進行するといった構成の想区も存在する。
多くの想区は一定の周期で運命がループし、物語の結末後に新たに次の主人公たちとなる人物が生まれ、延々と同じ物語を繰り返し続ける。
想区と想区の間には何も存在しない『沈黙の霧』が存在しているが、基本的に想区の住人は想区から外に出ることはできず、また外が存在することも認識できない。
運命の書
想区に住む全ての住民に産まれた時から与えられる本。ストーリーテラーによって記述され、その人物が生まれてから死ぬまでの一生分の役割が記されている。想区の住民はそこに書かれた役割のとおりに生き、基本的に疑問を持つこともない。
1人1人が持つ運命の書にはその本人にまつわる運命だけしか記されていないが、想区全体の人物がそれぞれの台本通りに動くことにより、想区そのものの運命も決められた展開に収束していくようになっている。
また、基本的にはそれぞれの人物が「その人物としての役割」を与えられるが、物語の主要人物には万が一の事態に備えた『代役』が存在している。これはなんらかのイレギュラーで主要人物が役目を果たせなくなった場合、「同じ経歴を持ったモブ」に役者を交代させて想区の運命を引き継がせるシステムである。
空白の書
想区に極稀に生まれる、運命の記されていない文字通り空白の書、およびその持ち主。普通の両親から生まれる場合もあれば、何らかのイレギュラーにより想区の住民が役割を失って空白の書となる場合もある。
決まった運命を持たないために自由に生きられる一方で、その想区の物語における役割を持っていない完全なる「モブ」としての運命でもある。この空白の書の持ち主に対する想区の住人の反応は様々であるが、「本来は存在しない役割」である彼らが物語に関わった場合、その存在そのものが筋書きを変えるイレギュラーになってしまうケースもある。
その性質上、ストーリーテラーの影響を受けないため、想区を移動したりといった本来ならば不可能なことも可能となっている。
導きの栞
『ヒーロー』の魂を宿せる不思議な栞。想区の題材となる伝承や童話における主人公やそれを取り巻く人物として、語り継がれている人物がヒーローと呼ばれる。想区同様、同じ人物であってもその出典やシチュエーションの違いによって複数の栞が存在することもある。
空白の書に挟むことで一時的にそのヒーローと一体化する『コネクト』が使える。栞には4種類の紋章が存在し、基本的にはその人物が使用できる栞の紋章は1人2種類に決まっている。同時に2枚まで使用でき、戦闘中に2つの姿を切り替えることも可能。
コネクト中は容姿や声や能力が全てそのヒーローのものに変身した状態となり、言動も本来の記憶は保ちつつもヒーローに準じた言動となる。また、栞の中でも一部のヒーローにはより原典に近い性質の魂を宿す『オリジン』と呼ばれる栞が存在し、通常より高い能力を有している。
あくまでヒーローそのものが召喚・加入ではなく、一時的な変身能力としての扱いである。
ストーリーテラー
想区を生み出し管理する、想区において全知全能の存在。想区ごとに固有のストーリーテラーが存在し、異常への対応なども若干異なる。物語を題材にした世界を生み出すことから便宜上ストーリーテラーと呼ばれているが、「原典の作者」という本質的なストーリーテラーとは全く別の存在であり、その正体は謎に包まれている。
原典の作者としてのストーリーテラーは『創造主』と書いてストーリーテラーと読む形で区別して扱われる。こちらは一部の創造主がある方法により空白の書の持ち主に似た存在として存在しており、主人公達とは別行動で想区を渡り歩き物語に関わってくる。コネクトは扱えないが、代わりに自分の作品のヒーローを召喚する『イマジン』という能力を用いる。
カオステラー
ストーリーテラーが異常を起こした存在。想区の住民が与えられた運命に強い反発心を持った時や「混沌」の力などで発生し、『主役』やその関係者、あるいは象徴的なシンボルなどに取り憑く。
運命そのものを書き換える能力を持ち、筋書きにない行動で展開を変えるだけでなく、他の人物の運命の書を怪物『ヴィラン』に書き換えることができる。ヴィランとなった人物は基本的に元の存在としての全てを失い、命令に従うだけのただの怪物になり元に戻すことはできない。
カオステラーになった人物自身も容姿や能力、考え方が変貌していき、カオステラーの変貌と住民のヴィラン化は最終的にはその想区そのものが成立できない状態に至り崩壊してしまう。
調律の巫女
乱れた想区をもとに戻す『調律』の力を持つ者。カオステラーによって乱れた運命やヴィランに変貌し消滅した住民を、本来の筋書き通りに復元できる。しかし、ヴィラン等に変貌することなく本来の役割のまま死んでしまった人物がいた場合、その死者を蘇らせることは出来ない。この場合、代役の別の人物を死者の役割に収める形で、可能な限り筋書き通りになるように調整し復元されることになる。
また、あくまで崩壊していくその想区をもとの形に戻すだけであり、カオステラーが生まれたという事実そのものは完全に消し去ることはできない。このため、調律後に新たに生み出される他の想区において、改変された筋書きやカオステラー化した人物を前提とした想区が生まれることがある。
フォルテム教団
「ストーリーテラーからの開放」を掲げ暗躍する空白の書の持ち主たちによる組織。カオステラーを生み出す力を持つ混沌の巫女を中心としている。教団に所属している者は本来の運命を持たないあるいは捨てられたものであるため、本名を捨て、主に伝承の神々からとった偽名を名乗って活動している。
後に組織改革が行われ、Rapageではフォルテム学院 として想区やストーリーテラーを研究する機関となった。
グリムノーツ
この世界のヒーローとして召喚されたグリム兄弟が中心となって結成された旅人たちの一団。
彼ら、そしてその意志を継いだ者たちの旅が本作の物語であり、作品タイトルにもなっている。
メンバーは空白の書の持ち主と、その一人によって作られた『空白のホムンクルス』にコネクトすることで仮初めの肉体を得た創造主で構成されていた。
空白のホムンクルスは通常のコネクトと異なり恒久的にそのヒーロー本人としての存在を保てるが、能力を使いすぎるとホムンクルスの肉体が維持できなくなる欠点を持っており、カオステラー等の問題を認識しつつも積極的に戦えない状態にあるため、主人公たちを助力する形で行動している。
再編の魔女
想区の運命を新たにする再編の力を持つもの。調律の巫女と似た系統の力であるが、こちらは時間そのものを巻き戻す『リ・ページ』の力を用いる。ただし、リ・ページはあくまで時間を巻き戻すだけであり、カオステラー等の問題そのものも変わっていないため、別の方法で排除する必要があり、手遅れな状況からの緊急避難にしかならない。空白の書の持ち主や、その想区において超越的な力をもつ人物など、運命からはずれている存在はリ・ページを認識し記憶を保つことができる。
また、調律に似た能力として『再編』の力を持つが、こちらは基本的にほぼ筋書き通り自然な形で復元するだけの調律に対し、筋書きそのものを書き換えた想区として編集しつつ復元する。このため、カオステラーの原因となったバッドエンドの回避や、死者を死なない運命に変え生き返らせる等、調律ではできなかったことが可能。一方で、調律以上に使用者の感情や想区のシナリオへの理解が必要な能力であるため、再編に必要な情報を揃えるためにもリ・ページを繰り返し様々な面からその想区を理解する必要がある。

## 登場人物

### グリムノーツからの主要人物
エクス　※名前は1章では変更可能だが、2章での再登場時はエクス固定となる
声 - 逢坂良太 / 東城日沙子（アニメ内幼少期）
本編の主人公。
コネクト可能ヒーロー　ワイルド/ワイルド（1章）　→　アタッカー/ディフェンダー（2章）
「シンデレラの想区」出身。運命の書に存在しないシンデレラの幼馴染。
幼馴染であったシンデレラが王子と出会う日にカオステラーによる事件と、レイナたち調律の巫女一行に遭遇し、事件の解決を経て故郷から旅立つことを決める。
出自の関係からシンデレラと、また最初期のイベントでありその後の派生シナリオも存在する「プリンスキッス・エフェクト」に伴い白雪姫と特に深い因縁や思い入れを持つことになる。また、モリガンとの邂逅後はワイルドの持ち主としてモリガンに求められる存在となり、それまでの旅の経緯から深い因縁を持つようになる。
本編1章の最終決戦の後、モリガンの裏にいた『お月様』に身体を乗っ取られ、2章であるRepage編ではプロメテウスと名乗る敵として登場する。後にプロメテウスから解放され仲間になるが、その際には身体を乗っ取られていた影響でワイルドの紋章を失っている。
レイナ・フィーマン
声 - 上田麗奈
コネクト可能ヒーロー　ヒーラー/アタッカー
「調律の巫女」と呼ばれている少女。高貴な雰囲気を持つが、実際は方向音痴や腹ペコなど様々なポンコツ要素を持ち周囲を呆れさせることも多い。その食い意地は凄まじく、怪盗であるサードよりも食べ物に限ってのみ高い盗みのスキルを持ち、ヴィランでも食べれそうなら食べてみたいと思っている。
カオステラーにより歪んだ想区の運命の筋書きを、元のあるべき筋書きに正す『調律』の力を持っており、その能力が一団の中心にあることから「調律の巫女一行」と呼ばれる所以となる。
その過去は謎に包まれていたが、「フィーマンの一族」の最後の生き残りであること、生まれ故郷は｢白雪姫の想区｣であるがすでに滅びていることなどが徐々に明らかになっていく。生まれ故郷をモデルにした小さな世界を本の中に収めた『箱庭の王国』を所持しており、この本を通して導きの栞などの旅に必要なものを入手・管理することができる。
1章最終決戦の後、『お月様』に乗っ取られたエクスにより、他の仲間ともども取り込まれてしまう。後に再編の魔女一行の奮戦により解放され、ドロテア・フィーマンの力で創造主として覚醒するが、かつての空白の書の持ち主としての力は失われており、エクスと再編の魔女一行を見守る。
タオ
声 - 江口拓也
コネクト可能ヒーロー　ディフェンダー/シューター
「桃太郎の想区」出身。運命の書に存在しない桃太郎の相棒の青年。本編の開始前からレイナたちと旅をしており、調律の巫女一行ではなく「タオ・ファミリー」だと主張する自称リーダー。
本来は役割の無いただの青年であったが、桃太郎と友人となり、鬼ヶ島への旅に同行する相棒となる。しかし、存在しないはずの相棒をかばって主役の桃太郎が命を落とすという展開により想区の運命は崩壊。似た境遇のシェインの「兄貴分」となり、2人で旅に出ていた。
自分のせいで運命を狂わせた経緯から、世界の在り方にも様々な葛藤を抱えており、敵と内通し一時的に一行を離れることになる（バトルパートでも編成不可となる）。後に聖ジョージとの旅や、別の桃太郎を通し過去を乗り越えて復帰。
1章の最終決戦の後はレイナ同様、エクスに取り込まれ後に解放されるが、空白の書の力は失う。
シェイン
声 - 久保田未夢
コネクト可能ヒーロー　シューター/アタッカー（1章）　→　アタッカー/シューター（2章）
「桃太郎の想区」出身。運命の書に存在しない角のない鬼の少女。本編の開始前からレイナたちと旅をしている。
鬼ヶ島の鬼であり、人間よりも高い身体能力を持ち長命だが、見た目は普通の人間と変わらない。
その容姿から鬼ヶ島で孤立していたが、想区の運命が変わってしまい、その際に同じく空白の書を持ち事態に負い目を感じているタオと出会い、タオの「妹分」となる。
武器マニアで解説させると止まらず、自作の銃が自慢。説明役になることが多い。
1章の最終決戦の後、乗っ取られたエクスに仲間が次々と取り込まれる中、唯一生き延びた。その後はプロメテウスから仲間を取り戻す方法を模索しつつ、ティムを親代わりとして育て、後に再編の魔女一行に合流する。鬼は長命なため容姿はあまり変化していないが、長く生きたことやつらい旅を生き延びたことから、性格は1章よりも大人びた落ち着きを持っている。
ロキ
声 - 水島大宙
レイナと因縁のある自称「魔法使い」。フォルテム教団の一員。
導きの栞と似た「ワイルドの栞」を用いてヒーローの魂とコネクトし、たびたび立ちふさがる。
本来は「魔法使いの弟子」の想区にて才能の無い落ちこぼれの一生を生きる役であったが、カーリーの干渉で運命が変わり想区は崩壊、その際に生き延びたことで空白の書の持ち主となる。自分の救いの無い運命から解放してくれたカーリーに強い恩義を感じその思想にも共感。フォルテム教団に加わるが、彼自身はあくまで教団ではなくカーリー自身に従うという姿勢をとっている。
過去の境遇からひどく歪んだ性格で他者を見下しているが、カーリーが直接的な殺生は好まないため、彼もまた殺生を避ける作戦という姿勢は遵守している。笑い方が特徴的。
白雪姫の想区にて人の域を超えた存在とコネクトし決戦を仕掛けるが敗北、想区ごと崩壊していく中にのまれ行方不明になる。
死んだと思われていたが運よく生き延びており、1章最終決戦を直前に合流、調律の巫女一行（に味方しているカーリー）を助け最終決戦をサポートした。その後はカーリーとともに旅立ち、生涯をかけてカーリーを支え続けた。
カーリー
声 - 上坂すみれ
コネクト可能ヒーロー　シューター/ヒーラー
「混沌の巫女」の力を持つ少女。フォルテム教団の重要人物。特定の想区の運命に縛られない空白の書の持ち主であり、レイナとは逆に想区の運命を変えるために旅をしている。
混沌の巫女の力の影響で視力はないが、その分見えざるものを感じることに長けている。
ロキといつも一緒に行動している。単に信頼している部下というだけの関係ではなく、ロキ個人を大切な存在として意識している面がたびたび描かれている。白雪姫の想区での決戦にてロキが行方不明となり、タオとともに聖ジョージに救出され一時は行動を共にする。その後、アーサー王の想区での決戦の後、命を落としたファムと入れ替わる形となるタイミングにて調律の巫女一行に加入。教団の黒幕であったモリガンと決裂し、反旗を翻すこととなる。
1章最終決戦の後は、生存していたロキとともに一行と別れたため、エクスの変貌に巻き込まれず生存。フォルテム教団をモリガンの手から離れた研究機関へと組織改革し、その生涯をまっとうした。
ファム
声 - 芹澤優
コネクト可能ヒーロー　ヒーラー/シューター
レイナの昔馴染みである自称「魔女」。容姿がシンデレラと似ている。
故郷を失い一人で彷徨っていた頃のレイナと出会い共に旅をしていた時期があり、「西遊記の想区」で再会を果たし、一行に加わることになる。
その過去や正体については当初は仲間にもはぐらかしていたが、その正体はシンデレラの想区での『代役』用の少女。シンデレラに不測の事態が起きた場合には「代役のシンデレラ」として運命が書き換わり想区の主役に繰り上がるが、そうでない場合は「妖精の助けが来ないシンデレラ」として悲惨なだけの運命を送ることになる存在。
本来は自分のもとには現れないはずの妖精が現れ、姫になることを願うが、それは妖精に化けたモリガンであり、この願いによって想区の運命が狂い滅ぼされることになった。このためモリガンを強く憎んでいる。
アーサー王の想区におけるモリガンとの因縁の戦いにおいて、仲間を救うために命を落とす（その後は本編ではバトル用にも編成不可となる）。
命を落とした後もエクスとレイナの精神的な支えとして、たびたび勝機へ導いている。
クロヴィス
声 - 河西健吾
コネクト可能ヒーロー　アタッカー/ディフェンダー
「青髭の想区」出身。運命の書に存在しないジル・ド・レの執事の青年。
孤児であったところをジル・ド・レに拾われ育てられたことで彼に強い恩義を感じており、「青髭」の運命の通りに彼が狂気に堕ちてなお忠実に仕えている。その立場から当初は敵対するが、後にエクスたちへの恩義と青髭の真相を経て、一向に加わることになる。極度の女嫌いの上、信頼した一部の相手以外に関心が薄いため、エクスとその他の人間とで温度差が激しい。
信仰心が強いのか何かと神の言葉を引用するが、大体拳を絡めた暴力的な言葉であるため周りからは怪訝に思われている。格闘術に長けており、たいていのことは拳で解決する。
1章の最終決戦の後はレイナ同様、エクスに取り込まれ後に解放されるが、空白の書の力は失う。
エイダ
声 - 藤井ゆきよ
コネクト可能ヒーロー　ディフェンダー/ヒーラー
「いばら姫の想区」出身。運命の書に存在しない、いばらの庭師たる女騎士。
故郷の想区でいばら姫が100年の眠りに就く際、本来では100年の間に失われる運命にあったものを守るために、妖精から不老の力を授かり護りきった。このために容姿は若いが実年齢は100歳を超えており、年齢の話題はNG。
その後自分の力で守れる人を探して故郷を飛び出し、とある「赤ずきんの想区」で主人公一行と出会う。
その後も一行とは別行動を続けていたが、後に一行と行動をともにするようになる。
1章の最終決戦の後はレイナ同様、エクスに取り込まれ後に解放されるが、空白の書の力は失う。
サード
声 - 井澤詩織
コネクト可能ヒーロー　シューター/ディフェンダー
「悪漢の想区」出身。運命の書に存在しない、怪盗アルセーヌ・ルパンの孫。本名はクラリス・ルパンだが、ルパン・ザ・サードを名乗っており本名の出番は少ない。
少年のような容姿で一人称はボクだが、少女である。エクスのことを「おにーさん」と呼ぶ。
故郷の想区がカオステラー化したカリオストロ伯爵夫人によって運命が捻じ曲げられ、数年後保護者と共に祖父と父の仇を討とうとしている時に主人公一行と出会う。先祖譲りの能力とコネクトの能力により、変身による多彩な立ち回りが持ち味。
1章の最終決戦の後はレイナ同様、エクスに取り込まれ後に解放されるが、空白の書の力は失う。
ノベル「グリムノーツ ~運命に抗いし者たち」では彼女が登場するイベントシナリオの裏側が描かれており、ゲームでは正体がわからない保護者が「怪人二十面相」の運命を持つエンドウであることや、カオステラーであるカリオストロ伯爵夫人とサードの関係などが明らかになる。
キュベリエ
声 - 丹下桜
浄化の女神。穢れたシンボルを浄化する泉を管理している。無数の想区に存在し、互いに記憶を共有しているなど超常的な『すーぱー女神ぱわー』を持つ。
正真正銘の神であるため、本気を出すとヒーロー以上の力を発揮するが、基本的にポンコツ。好物はホットケーキ。レイナ一行からもエレナ一行からも基本的には尊敬されず、友達感覚、それも会うたびに厄介ごとを頼んでくる面倒な腐れ縁として扱われることがしばしば。それでもその力は確かであり、たびたび裏でしっかり活躍している。
時間や想区の枠を超えて存在できる性質から、1章・2章を通し本編・イベント全ての出来事を把握できている、まさしく神視点として登場する。このため、過去のイベントのことに言及したりイベントシステムの説明役、また2章のキャラに1章のことを話すといった、繋ぎの役割も担っている。
モリガン
声 - 能登麻美子
災厄の魔女。「混沌の巫女」の始祖たるフォルテム教団創始者。
現在の名乗りは故郷である「アーサー王の想区」の魔女から捩ったもので本名は別にある。プレイヤー操作キャラではないが、エクスと同様にワイルドの空白の書の持ち主であることが明かされている。
かつて「グリムノーツ」と共に旅をしていた空白の書の持ち主であったが、多くの創造者に囲まれる中で、自ら物語を生み出したいがその才能の無い自分の存在価値に苦しむようになる。その後、なんらかの出来事により無数のヒーロー、カオステラーの魂を取り込んだ怪物へと変貌しグリムノーツとは決裂した。通常のコネクトと異なり、人を吸収、自分に従う人形として召喚といった能力を持ち、吸収できる数も縛りが無い、極めて危険な存在。
本編の遥か昔から暗躍してきた全ての元凶であり、最終決戦にてついに撃破されたかに思えたが、実はこれまでの暗躍は彼女自身ではなく、彼女にとり憑いた『お月様』と呼ばれる存在が元凶であることが発覚。
2章においては『お月様』と切り離されたことで彼女本来の一面と思われる言動の変化も見られるようになったが、それでも再び『お月様』と一つになることを望んでおり、再編の魔女一行とプロメテウスの間を揺れ動く存在となる。
シェヘラザード
声 ｰ能登麻美子
｢千夜一夜物語｣に登場する語り部。暴君シャフリヤールを物語を語ることで鎮めた賢い女性。
「アラジンと魔法のランプ」や「アリババと40人の盗賊」などのイマジンを用いる。
後述の『グリムノーツ』の創造主たちと異なり、彼女は「千夜一夜物語の想区」の主役でありながらその世界の中で物語を紡ぐ創造主でもあるという、特殊な存在として登場する。

### グリムノーツ Repageから登場する主要人物
レヴォル　※名前の変更可能
声 - 千葉翔也
2章主人公。
コネクト可能ヒーロー　ワイルド/ワイルド
「人魚姫の想区」に住む王子の弟。本来の物語では王子は1人であり、第2王子は存在しないはずであった。兄に恋した人魚姫を姉のように慕っていたが、その結末を目にして以来、与えられた運命に従う生き方に対して疑問を感じていた。
想区の運命が狂いだした中で、エレナらと出会い、導きの栞を授けられる。
1章主人公のエクスが脇役であったのに対し、こちらは空白ながら第二王子という「イレギュラーな役割」を持っており、他の空白の書の持ち主と比べてもその出自から地位や芯の強さを持っている人物。一方、「王子様」として育てられつつも王子として果たすべき役割は無い肩書だけの役割のため、王子様と呼ばれるのは好きではない様子。
エレナ・ウィスルト
声 - 市ノ瀬加那
コネクト可能ヒーロー　ヒーラー/アタッカー
「箱庭の王国」を持つ少女。夢に出てきた声に導かれ、「箱庭の王国」を本来の持ち主に返すべく旅に出ていたところを「人魚姫の想区」でレヴォルやアリシアたちと出会う。
当初は自分の過去を知らなかったが、旅の中で徐々に記憶を取り戻していく。「アーサー王の想区」出身で、苗字はそこに住む魔法使いのウィスルトから取ったもの。
かつてレイナ・フィーマンが使ったと言われる「再編」の力と想区の時間を巻き戻す「リ・ページ」の力を使うことが可能で、「再編の魔女」を名乗るようになる。
その正体は1章の最終決戦後の再編を経て、幼少期の姿に戻ったモリガン本人である。幼少期に戻っているため本人にモリガンとしての記憶は無いが、その内にはモリガンとしての魂も眠っている。一方で、再編の影響か幼少期の姿のためか、モリガンと異なり紋章はワイルドではなくなっている。
モリガンへと至ったかつてのエレナと異なり、箱庭の王国とそれを操る魔女として自分だけの役割をみつけていることで、本来の人生とは違った道へと進んでいる。一方で、その力を使えば使うほどに自分の中のモリガンとしての力や人格が表面に出やすくなるという危険と隣り合わせである。モリガンと対話を繰り返す中で、モリガンになる運命を恐れるのではなく、エレナのままモリガンの力を使える善い魔女としての新しい運命を拓くために覚醒していく。
アリシア・キハーノ
声 - 内山夕実
コネクト可能ヒーロー　シューター/アタッカー
フォルテム学院の学生で、憧れの「調律の巫女」を調査している。「ドン・キホーテの想区」主役であるアロンソ・キハーノの姪。
調査のための旅の中で、人魚姫の想区にて箱庭の王国を持つエレナと出会い行動をともにする。
自称才女であり、オタク気質。想区についての少ない情報からその題材の伝承・童話を見抜き仲間に開設するのがお約束。本来の筋書きに詳しいため、カオステラーによる変化にも気づきやすい。一方で、自身は空白の持ち主であり運命を持たないがために、妄想にとりつかれた滑稽な男として嗤われる運命にある叔父の葛藤には気づけないなど、知識は知識であり共感とはまた別の話である欠点を持つ。
ティム
声 - 小野友樹
コネクト可能ヒーロー　ディフェンダー/シューター
アリシアの学友で、彼女に無理やり連れていかれる形で同行している。なぜかストーリーテラーによる想区の支配を肯定しているが、その理由や過去は語ろうとしない。アリシアに連れられての旅の途中でエレナたちと遭遇し、行動を共にする。常にやる気がなく口の悪い性格だが、悪人ではなく、特に貧しい生活の子供には思うところがある様子。
その過去は「ハーメルンの笛吹き男の想区」の出身だが、軽率な行動がもとで運命が変わってしまい、故郷は悲惨な末路を辿り、妹を失うこととなっている。その後はシェインに救われ育てられた後、フォルテム学院へと進んだ。この過去から、運命が変わること、選ぶことを善く思っておらず、ストーリーテラーに与えられた通りの方が安心して幸せになれると考えるようになった。
パーン
声 - 羽多野渉
コネクト可能ヒーロー　ディフェンダー/ヒーラー
フォルテム学院の教師であり、アリシアやティムの先生。フォルテム教団時代からの古参で、カーリーとロキとも知己であり1章からその存在は仄めかされていた。2章においてはカーリーたちは故人となっているが、彼は通常の人間ではなく『怪物』であるらしく、その寿命や身体能力は人間と異なり未だに健在となっている。
筋骨隆々でコネクト無しでも非常に高い身体能力を持つ、人間離れした存在。しかしその体躯に反し、性格や言動は非常に穏やかな人物。
「フランケンシュタインの想区」出身であり、その想区の名もなき怪物の運命を持っていたが紆余曲折を経て現在は空白の書となっている。
ルイーサ
声 ｰ 大地葉
コネクト可能ヒーロー シューター/ヒーラー
ティムの生き別れの妹。
兄と別れながらも生存していたが、その経緯から世界や兄を憎んでおり、プロメテウスの部下ヘカテーとして敵対していた。プロメテウスが持ついくつもの名前の内、クラウスの名で呼んでいる。
プロメテウスを絶対的な存在として信奉していたが、プロメテウスの計画が進み用済みとなったことで、最期にカオス・ヘカテーとして兄たちを殲滅するために暴走させられる。その後は一命はとりとめるものの行動できる状態ではなくなっていたが、回復の後、兄たちとともにプロメテウスに立ち向かう旅に加わった。

### 『グリムノーツ』にまつわる人物
ルートヴィッヒ・グリム
声 - 斉藤壮馬
吊り眼の絵描き。「グリムノーツ」の一人。グリム兄弟の末っ子である。自分は兄たちほどの存在ではないと考えているが、創造主としての力は確かであり、最も身軽な一人として活動している。
「赤ずきん」や「ヘンゼルとグレーテル」などのグリム童話のイマジンを用いる。
ルイス・キャロル
声 ｰ 興津和幸
全ての少女を愛してやまない紳士という名の変態。「グリムノーツ」の一人。能力自体は本物なのだが、その言動や行動方針の全てが常識から外れているため、他の創造主からも信頼はされつつ邪険に扱われている。創造主という立場上、彼が登場する場面はシリアスなシーンや重要人物の過去が多いのだが、雰囲気無視でギャグ時空にしてしまう問題人物。
「不思議の国のアリス」や「鏡の国のアリス」などのイマジンを用いる。
ウィリアム・シェイクスピア
声 ｰ 中田譲治
劇作家。「グリムノーツ」の一人。他の創造主が若き日の姿の傾向の中、外見の年齢も高めの渋さを醸しているのだが、他の創造主と絡むととたんに彼もギャグキャラ化する。
聖ジョージの偽名でフォルテム教団と関わるなど独自の行動を続けモリガンを追っていた。タオに裏で指示を出していた人物。
「真夏の夜の夢」や「ロミオとジュリエット」などのイマジンを用いる。
ヤーコプ・グリム
声 ｰ 寺島拓篤
グリム兄弟の長兄。「グリムノーツ」の一人にして創立者。
「しらゆき べにばら」や「塔の上のラプンツェル」などのグリム童話のイマジンを用いる。
ヴィルヘルム・グリム
声 ｰ 木村良平
グリム兄弟の次兄。「グリムノーツ」の一人。レイナの育ての親。
「白雪姫」や「シンデレラ」などのグリム童話のイマジンを用いる。
シャルル・ペロー
声 ｰ 田村睦心
フランスの詩人であり童話集をまとめた者。「グリムノーツ」の一人。空白のホムンクルスとの調整が上手く行かず少年の姿になっているが、シェイクスピア以上に尊大で老けた喋り方をする。
史実でも双方の作品集に同じ原典がかぶっている（かつグリム版の方が有名）ことから、グリム兄弟を一方的に敵視しており、何かと決闘を持ちかける癖がある。
「長靴をはいた猫」や「眠れる森の美女」などのペロー童話集のイマジンを用いる。
ドーロット
声 ｰ 植田佳奈
空白の書の持ち主の人形師であり、既に故人。「グリムノーツ」の一人。
永遠に美しさを保つ人形に強く惹かれ、自身もまた人形になりたいと願い、人形師として極地まで辿り着いた人物。
他のメンバーのように物語を生み出した創造主ではないが、人形師や錬金術師としての極めて高い能力により、空白の書の持ち主のようにヒーローとコネクトさせることでそのヒーローに肉体を与える『空白のホムンクルス』を生み出した人物。もともとグリムノーツは創造者本人ではなく、ある人物が創造者たちをこの世に呼び戻そうと考え、ドーロットと力を合わせ空白のホムンクルスと導きの栞により擬似的に蘇らせたことが始まりである。
彼女本人は故人だが、彼女、および彼女の娘にあたる人形のフラムベイユは、人形に縁のある想区の登場人物として組み込まれていることがある。
男爵
プロメテウスと行動を共にする男。何故かモリガンを敵視している。
その正体はエレナやグリムノーツとともに育った空白の書の少年。自分も物語の創造主になりたいと夢見ていたが、エレナやエクスのように登場人物に共感する心を持ち合わせていなかったため、『お月様』に選ばれず、選ばれたエレナ＝モリガンを強く憎んでいた。
様々な偽名を用い暗躍、創造主とコネクトを試みるなど様々な方法を試みるが、その果てに本来の自分が何者であったかさえわからなくなってしまう。
｢虚構空間｣という力を行使する。
鏡の巫女
デウス・プロメテウスをいつも助けている少女。
ハンス・アンデルセン
声 ｰ 鳥海浩輔
童話作家。「グリムノーツ」の一人。旅の途中で消息不明になっている。
エレナが特に懐いていた人物でもあり、記憶の断片にたびたび登場している。
グリムノーツのアンデルセンは消息不明だが、｢アンデルセン童話の想区｣というアンデルセン童話を一つの想区の中で同時進行させている特殊な想区にて、シェヘラザードのように想区の語り部役としてのアンデルセンが一行と出会うことになる。
「人魚姫」や「雪の女王」などのアンデルセン童話のイマジンを用いる。
レオナルド・ダ・ヴィンチ
ルネサンスを代表する技術家。｢万能の天才｣と呼ばれている。
画家として有名な人物であるが、その才能は絵画にとどまっておらず、研究者・発明家として文字通り様々なものを創造した人物でもあり、創造主と呼べる力を有している。
シャルル・ペローに頼まれ、亡きドーロットに代わり｢空白のホムンクルス｣の研究をしていた。
「モナ・リザ」などのイマジンを用いる。
ドロテア・フィーマン
声 ｰ 井上喜久子
グリム兄弟に物語を語ったとされる女性。「グリムノーツ」の一人。
彼女がグリム兄弟に語った物語を編集し本にしたものがグリム童話であり、創造主の中でもより上の存在と言える、語り部の中の語り部。
グリムノーツたちとの旅の中で物語を原典として想区を生み出し管理するこの世界に対する力として「調律」「再編」「創造」の三つの力を編み出した。レイナの先祖に当たる人物。
「ブレーメンの音楽隊」などのグリム童話のイマジンを用いる。
マザー・グース
声 ｰ 高橋李依
｢グリムノーツ｣の一人。ヨーロッパ圏に伝わる童謡「マザー・グース」が擬人化された女性。別名「がちょうおばさん｣。
｢グリムノーツ｣一行と別れた後、「騎士道物語の想区」に留まる。
「ハンプティ・ダンプティ」や「きらきら星」、「メリーさんのひつじ」などのイマジンを用いる。

### グリムノーツ The Animationの登場人物
アリス　
声 - 久保田未夢
赤ずきん
声 - 種田梨沙
シンデレラ
声 - 上田麗奈
白雪姫
声 - 悠木碧
ロビンフッド
声 - 間島淳司
ゴリアテ
声 - 白熊寛嗣
ドン・キホーテ
声 - 立木文彦
ドゥルシネーア
声 - 上坂すみれ
サンチョ
声 - 白熊寛嗣
フェアリー・ゴッドマザー/カオス・ゴッドマザー
声 - 堀江由衣
時計ウサギ
声 - 大久保瑠美
ジャック
声 - 種田梨沙
ラ・ベル
声 - 八島さらら
ジョン・シルバー/カオス・ジョン・シルバー
声 - 白熊寛嗣
ジム・ホーキンズ
声 - 上坂すみれ
毒林檎の王妃
声 - 吉田仁美
ツヴェルク
声 - 森永千才
魔法の鏡
声 - 藤田曜子
ゲルダ
声 - 茅野愛衣
カイ
声 - 大久保瑠美
カオス・雪の女王
声 - 小林ゆう
桃太郎
声 - 三澤紗千香
鬼姫
声 - 上坂すみれ
爺さん
声 - 稲葉実
婆さん
声 - 鈴木れい子
アラジン / カオス・アラジン
声 - 江口拓也
ランプの精
声 - 木内太郎
皇帝
声 - 越後屋コースケ
ジャンヌ・ダルク
声 - 大久保瑠美
ジル・ド・レ
声 - 立木文彦
悪魔司祭
声 - 上田燿司
ジャバウォック
声 - 間島淳司
帽子屋ハッタ
声 - 間島淳司
三月ウサギ
声 - 種田梨沙
カオス・ハートの女王
声 - 大原さやか

## コラボ
これまでに以下の作品とコラボレーションを行い、ゲーム内でキャラやシナリオが期間限定で配信された。
乖離性ミリオンアーサー
- 盗賊アーサー
- ウアサハ
- ペリドッド
- ニムエ

天誅×神曲《アイウタ》
- 藪ノ内豪将
- 久御山神楽弥(NPC)
- 深草ゆらぎ(NPC)
- 福知山桔梗(NPC)

ムルシエラゴ
- 紅守黒湖
- 屠桜ひな子(NPC)
- 浅葱凛子(NPC)
- 柳岡千代(NPC)

月刊ムー
アカシックリコード
- “悠月堂店主”カグヤ
- 〈斉電大聖〉ゴクウ
- レディドラキュラ アーミリカ

魔法陣グルグル
- ニケ
- ククリ
- ギップル(NPC)
- さっぱり妖精(NPC)
- レイド(NPC)
- アドバーグ・エルドル(NPC)
- タテジワネズミ(NPC)

SINoALICE -シノアリス-
- アリス(束縛)
- スノウホワイト(正義)
- シンデレラ(卑劣)
- 赤ずきん(暴力)

ヴァルキリープロファイル -レナス-
- レナス・ヴァルキュリア
- フレイ
- レザード

ブレイブリーデフォルト フェアリーズエフェクト
- イデア
- アニエス
- リズ
- レイコック(NPC)

グリムエコーズ
- エル
- ウィズ
- シーダ
- 時計ウサギ

## 開発

### 企画
本作の企画はプロデューサーである石井諒太郎がスクウェア・エニックス入社前からシナリオライターの大泉貴とイラストレーターの穂里みきねと共有していたアイデアを基にしており、企画の段階から童話をモチーフにすることは決まっていた。
本作は「すべての世代の大人に贈る」をテーマとしており、これには従来の童話に新たな解釈を付与した童話を届けたいという思いが込められている。また、本作には「尊敬する人の背中を見て模範とし、影響を受けつつも自らの人生を作ろう」というメッセージも込められており、これはエクスらが導きの栞によってヒーローたちの力を借りて成長する姿勢にも反映されている。石井は「童話は基本的に訓話であり、子どもが読んで教訓を理解できるような内容になっている。そのため、原典となる物語の核心を書き換えないように気を付ければ、ストーリーを改変しても極端に変な形にはならない」と考えており、原典となる物語のストーリーに本作の世界観を付与することについてはあまり悩まなかったとファミ通とのインタビューの中で振り返っている。

### 配信後の開発
本作は予想以上のダウンロード数を記録したため、開発者たちは作りためていた想区のアイデアを早い段階で開放することを決意し、1月29日には新想区「アラジンと魔法のランプ”」が開放された。また、同日開催されたイベント「プリンスキッス・エフェクト」はその後のキャラクターイベントの基礎となった。
一方、キャラクターの方は十分なストックがなかったため、開発者たちは2016年の2月にキャラクターの準備に追われることとなった。同月にはランキングイベントも開催されたが、ユーザーから不評だったため廃止となり、協力イベントの強化という方針に切り替えられた。

### システム設計
初期案では4ラインでの戦闘が考えられていたが、遠距離攻撃を使う敵を配置したところ、ライン数の多さが災いし、ヒーラーを守護するキャラクターの配置が難しくなってしまった。バランスを確保するため、最終的には3ラインでの戦闘に落ち着いた。また、「多くのスマートフォン向けアプリで設定されているスタミナは運営の都合によるところが大きい」という石井の考えにより、本作ではスタミナの要素はない。

### キャラクター設定
キャラクターデザインにあたり、キャラクターを見て原典となる物語がわかるよう注意が払われている。
エクスをはじめとする空白の書の持ち主となるキャラクターは、役割を演じる人間ではなく、新たな物語を作る人間として設定されている。また、これらのキャラクターたちの服装は、出身地となる想区の文化を反映したものである。
このうち、エクスは役割を持っていないことに疑問を持つ人間として設定されており、この設定はコネクト可能なヒーローの職種が設定されていないことに反映されている。同時に、これはすべての職種に対して適性を持っていることを意味しており、何にでもなれるということを示している。
エクスの「何の役割を持たない」という設定は初期段階から決まっていたものの、この時点では出身地が決まっていなかった。その後、出身地がシンデレラの想区に決まった際、開発チームからかぼちゃの馬車の従者に設定してはどうかという意見もあったが、馬車の従者には役割があったため、最終的には童話には登場しない「シンデレラの幼なじみ」という設定に落ちついた。また、チュートリアルでエクスがコネクトできるヒーローに『ジャックと豆の木』のジャックが選ばれたのは、「故郷である狭い世界から新天地に飛び立った先駆者」という設定がエクスの状況と類似していたことに由来する。
タオとシェインは役割を持つことを望み、自らのこだわりや生き方の指標を持っているという設定があり、これはエクス以外の味方キャラクターはコネクト可能なヒーローの職種が2つに限定されていることに反映されている。また、タオのキャラクター性は、自らの行動により仲間であった桃太郎を死なせてしまったことに由来している。
追加主人公の一人であるファムの結末は最初から設定されており、ボイス収録時も開発チームから「結末を意識して悲壮感のある演技にしてほしい」と音響監督に頼むこともあった。だが、最終的には音響監督の判断によりあえて担当声優にはファムの結末を教えずに普通に演技するという指示が出された。また、初期構想におけるファムは『魔法使いの弟子』を原典としており、生い立ちにロキがかかわっているという設定であり、彼女とロキのパーソナルカラーが紫であるというのは初期構想の名残である。その後、主人公たちが乗り越えるべき大きなトラウマが必要であるという開発チームの考えから「シンデレラの代役」という設定に変更された。これに伴い、シンデレラの顔のパーツの一部を流用したり、宝石の位置を同じくするなど、伏線が張られたデザインに変更された。その結果、ファムはエクスの考えに大きな影響を与えるキャラクターになった。
ヒーローのうち、赤ずきんとアリスは企画書にデザインが記載されたキャラクターであり、2016年5月に急遽TVCM記念配布が決定したため、TVCMには企画書のデザイン案を基にしたバージョンが公開された。
プロデューサーの石井はカオステラーについて「原典の悪役がカオステラーになっても物語に変化が起きにくいため、赤ずきんなど悪役から少し離れた位置の人物がカオステラー化する傾向にある」とファミ通とのインタビューの中で述べており、「登場人物の少ない物語や、登場しても『王子』など特定の名称を持たないキャラクターもいるため、選定に苦労した」と振り返っている。
エクスたちと敵対するロキは、ストーリーテラーおよびカオステラーのどちらでもなく、ストーリーテラーの作る物語の内容を改変してカオステラーに変貌させる外的要因として設定されている。

## 反響
本作は事前登録の件数が多かったため、サーバーを強化することとなったが、サービス開始から1日後の2016年1月22日の時点で100万近いダウンロード数を記録し、それから間もなく200万ダウンロードを突破したため、サーバー不足によるトラブルが生じることとなった。

## 関連書籍
- 画集
  - グリムノーツ ビジュアルブック（2017年03月発売 ISBN 978-4-04-892797-0）
- 漫画
  - グリムノーツ　コミックアラカルト（2017年03月発売 ISBN 978-4-04-105357-7）
- 小説
  - グリムノーツ  （2017年05月発売 ISBN 978-4-7973-9082-7）
  - グリムノーツ ~運命に抗いし者たち（2017年05月発売 ISBN 978-4-04-734601-7）

## テレビアニメ
『グリムノーツ The Animation』（グリムノーツ ジ・アニメーション）のタイトルで、2019年1月より3月までTBSテレビ『アニメリコ』枠ほかにて放送された。同年6月19日に全12話を収録したBlu-ray BOX (PCXE-50887) が発売された。
ゲームと異なりすでにエクスが旅に加わった状態からスタートし、途中でシンデレラの想区の回想が入る形となった。順序の変更もあり、ロキと初めて出会う場面などが変更されている。
ストーリーはゲームでの中盤であるアリス編までで終了しており、モリガンをはじめとする核心については基本的に登場しない、旅の途中までの物語となっている。また、この変化もあってか「白雪姫の想区」はゲームで節目の決戦となったメインシナリオのものではなく、イベントシナリオ「プリンスキッス・エフェクト」版をベースにした展開が採用されている。

### スタッフ
- 原作 - 『グリムノーツ』（スクウェア・エニックス）[19]
- 監督 - 菅原静貴[19]
- シリーズ構成・脚本 - 山口宏[19]
- キャラクターデザイン・総作画監督 - 松本健太郎[19]
- プロップ・クリ―チャーデザイン - 後藤圭二
- 美術監督 - 諸熊倫子
- 色彩設計 - 福田由布子
- 撮影・3D監督 - 織田頼信
- 編集 - 池田康隆
- 音響監督 - 郷文裕貴[19]
- 音楽 - 未来古代楽団
- 音楽制作 - ポニーキャニオン
- プロデューサー - 阿蘇博→片山悠樹、石井諒太郎、小沢十光、中村伸一、山守貴子（第8話以降）、工藤孝次
- アニメーションプロデューサー - 島田純一
- アニメーション制作 - ブレインズ・ベース[19]
- 製作協力 - スクウェア・エニックス、ブレインズ・ベース、ポニーキャニオン、小学館集英社プロダクション（第8話以降）、エイベックス・ピクチャーズ
- 製作著作 - グリムノーツ The Animation製作委員会、TBS

### 主題歌
「Innocent Notes」
竹達彩奈によるオープニングテーマ。作詞は中村彼方、作曲・編曲は塚田耕平、ストリングスアレンジは早川博隆、塚田耕平。
「Endless Notes」
i☆Risによるエンディングテーマ。作詞・作曲は馬渕直純、編曲は大久保薫。
「英雄の詩篇」
ダズビーによる第1話および第12話挿入歌。作詞・作曲は砂守岳央、編曲は松岡美弥子。

### 各話リスト
| 話数   | サブタイトル         | 絵コンテ | 演出       | 作画監督                            |
| ------ | -------------------- | -------- | ---------- | ----------------------------------- |
| 第1話  | 赤ずきんの森         | 菅原静貴 | 菅原静貴   | 松本健太郎 山川拓己                 |
| 第2話  | ドン・キホーテの信念 | 菅原静貴 | 石踊宏     | 川島尚                              |
| 第3話  | 追憶のシンデレラ     | 大宙征基 | 真野玲     | しんぼたくろう                      |
| 第4話  | エクスの旅立ち       | 西森章   | 織田頼信   | 相坂ナオキ                          |
| 第5話  | 夢とロマンの宝島     | 石踊宏   | 石踊宏     | 渋谷一彦                            |
| 第6話  | エクスと白雪姫       | 菅原静貴 | 西森章     | 相坂ナオキ 鈴木信一 山川拓己        |
| 第7話  | ゲルダと雪の女王     | 西森章   | 真野玲     | しんぼたくろう                      |
| 第8話  | 鬼ヶ島の兄妹         | 大宙征基 | 山内東生雄 | 相坂ナオキ                          |
| 第9話  | 熱砂のアラジン       | 今掛勇   | 石踊宏     | 松本健太郎 川島尚 鈴木信一 山川拓己 |
| 第10話 | オルレアンの聖女     | 森健三郎 | 西森章     | 松本健太郎 相坂ナオキ 山川拓己      |
| 第11話 | 不思議の国のレイナ   | 菅原静貴 | 真野玲     | しんぼたくろう                      |
| 第12話 | 誰も知らない童話     | 菅原静貴 | 菅原静貴   | 松本健太郎 相坂ナオキ 山川拓己      |

### 放送局
| 放送期間                  | 放送時間                     | 放送局         | 対象地域   | 備考                      |
| ------------------------- | ---------------------------- | -------------- | ---------- | ------------------------- |
| 2019年1月11日 - 3月29日   | 金曜 1:58 - 2:28（木曜深夜） | TBSテレビ      | 関東広域圏 | 製作局 / 字幕放送         |
| 2019年1月13日 - 3月31日   | 日曜 2:30 - 3:00（土曜深夜） | BS-TBS         | 日本全域   | BS/BS4K放送               |
| 2019年1月21日 - 4月8日    | 月曜 1:30 - 2:00（日曜深夜） | TBSチャンネル1 | 日本全域   | CS放送 / リピート放送あり |
| 全局『アニメリコ』第2部。 |                              |                |            |                           |

| 配信開始日    | 配信時間                     | 配信サイト |
| ------------- | ---------------------------- | --- |
| 2019年1月11日 | 金曜 6:00 更新               | ニコニコチャンネル |
|               | 金曜 6:00以降 更新           | Amazonビデオ dアニメストア dアニメストア ニコニコ支店 dアニメストア for Prime Video dTV FOD Google Play YouTube HAPPY!動画 J:COMオンデマンド ビデオパス みるプラス Netflix PlayStation Video Rakuten TV あにてれ アニメ放題 U-NEXT ビデックスJP ゲオTV バンダイチャンネル ビデオマーケット GYAO! GYAO!ストア ひかりTV ムービーフルPlus |
| 2019年1月12日 | 土曜 0:30 - 1:00（金曜深夜） | ニコニコ生放送 |

| TBSテレビ アニメリコ 第2部 | TBSテレビ アニメリコ 第2部 | TBSテレビ アニメリコ 第2部 |
| 前番組                     | 番組名                     | 次番組                     |
| -------------------------- | -------------------------- | -------------------------- |
| BAKUMATSU                  | グリムノーツ The Animation | BAKUMATSUクライシス        |